# 三彩增長天王像
三彩增長天王像是唐代製作的陶瓷器。為明器的一種，用途為墓穴陪葬品。高118厘米。由佐藤榮作夫人捐贈，現藏於國立故宮博物院。

## 背景
增長天王為佛教四大天王之一，乃脅侍菩薩及佛法的護法，多置於寺院或佛像前。佛教自兩漢之際傳入中國後，逐漸漢化，護法的外表逐漸變為誇張的武士形象，開始被用來驅魔避邪，其象徵意義已然超越佛教領域，被視為正義、威猛的代表，於七世紀下半取代武士俑作為陪葬品，多與鎮墓獸一起擺設在墓道或墓室前面，鎮墓獸在前而天王在後，通常成對出現，左右各一，合稱四神。

## 外觀
神像作立姿武裝打扮，左手插腰右手前舉握拳，手中原持有武器今已遺失。一腳直立，一腳微曲立於臥牛台座上。天王頭戴兜鏊頭盔，怒目圓睜，表情兇惡，身著華麗龍首披膊與鎧甲，腰間束以革帶，護膝、護腿配備齊全，展現鎮服鬼怪的軒昂氣勢。

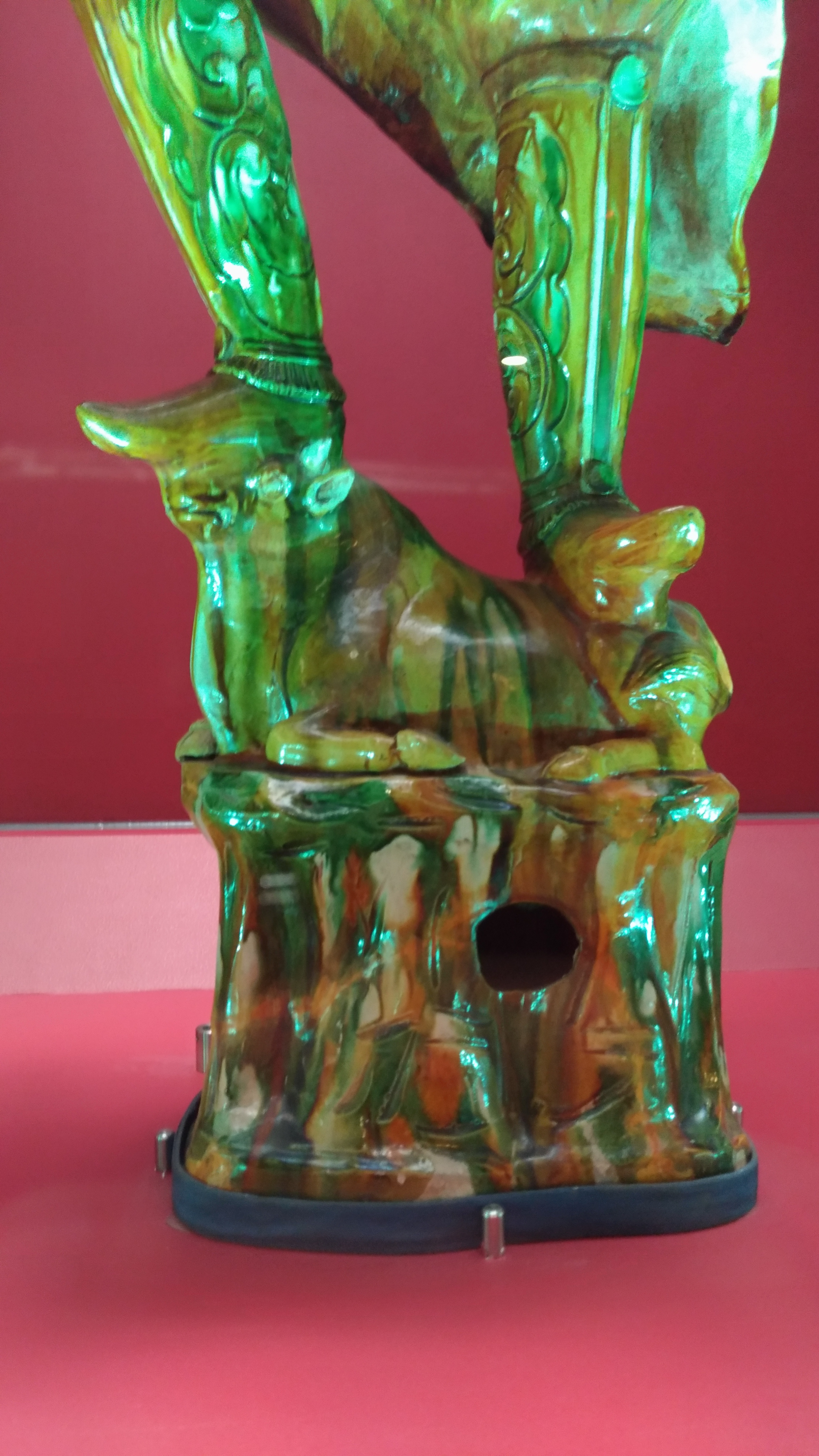
腳下的臥牛台座

## 施釉
天王主要施以三彩低溫鉛釉，服裝以綠釉為主，加以黃白斑點裝飾，富流動性的鉛釉自然垂流、相互交融滲化，形成斑斕的華麗效果。而因鉛釉熔點低，為避免流釉造成細節模糊，因此未於頭盔、臉部五官、手部施釉，維持無釉的素色。

## 比較

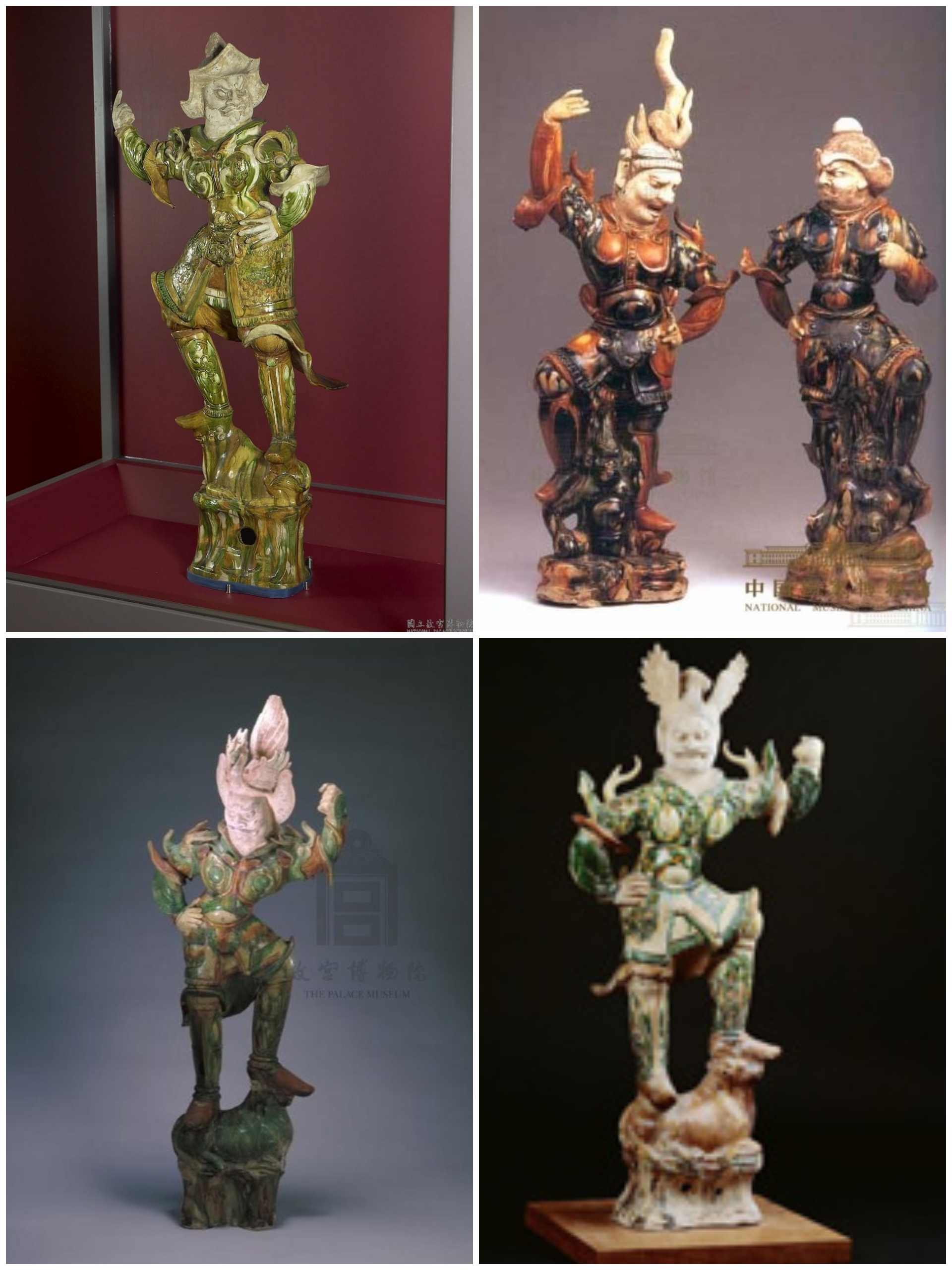
由左上順時針分別是臺北國立故宮博物院、中國國家博物館、國立歷史博物館及北京故宮博物院所藏之三彩天王像

右下圖為台北國立故宮博物院、國立歷史博物館、中國國家博物館以及北京故宮博物院所藏之三彩天王像。這四尊天王像的型態大同小異，皆面容兇惡，身著鎧甲武裝，且有一手指天、腳踩動物的姿態。值得注意的是其頭盔樣式的差異。台北故宮所藏戴著兜鏊頭盔；中國國家博物館所藏頭戴盔冠，而歷史博物館與北京故宮所藏皆頭頂展翅高飛的鳳形頭盔，為看似穩如泰山的天王像增添一絲的動態感。另外，這四尊天王的施釉技法也很相似，皆於頭盔、臉部及手部以外的部分使用低穩鉛釉，營造流釉的美感，但中國國立博物館的天王像則使用與其他三者相異的紅色與黑色釉，並加以黃色斑點裝飾，樹立獨一無二的風格。